# Ksv PVC
PVC is een Utrechtse amateurvoetbalclub, opgericht op 22 juni 1915. De club speelt op het Marco van Basten Sportpark in Utrecht-West (in de buurt Halve Maan). De clubkleuren zijn blauw-zwart.

## Geschiedenis

### 1915-1945
22 juni 1915 werd PVC als Patronaats Voetbal Club door kapelaan "Oom Jan" van Wijk opgericht na een vergadering in het zaaltje van Slagmulder. De eerste donateur C. de Rijk legde 5 gulden op tafel voor een bal en stelde een stuk van zijn weiland ter beschikking als speelveld. Hier is de club niet lang gebleven; er werd al snel een beter speelveld aan de Groeneweg gevonden. Ook hier kon PVC niet lang blijven, omdat de gemeente midden op het terrein een telefoonpaal plaatste. Dus werd er verhuisd naar het Kleine Lijnpad.
In 1917 en 1918 werd PVC kampioen van het Aartsdiocees en in 1919 werd het kampioenschap in de Afdeling A1 van de Rooms-Katholieke Federatie behaald.
In 1923 werd de titel in de Overgangsklasse behaald, alsmede de 2e plaats in de landscompetitie. In het tiende jaar werden er vijf teams kampioen in hun klasse.
In 1926 werd het grootste succes in de historie van PVC behaald, het landskampioenschap van de RKF (Rooms-Katholieke Federatie). In de finale werd RKTVV uit Tilburg met 2-1 verslagen. Hierna werd ook Ajax als kampioen van de neutrale bond uitgedaagd. Het werd een klinkende 4-1-overwinning voor PVC, mede doordat de Amsterdammers het niet nodig vonden om met het sterkste elftal te komen. Kort daarna kwam de kater, toen de kerk zijn handen van de club aftrok. Het terrein aan het Kleine Lijnpad werd aan de gemeente verkocht en PVC verhuisde naar een terrein aan de Keulsevaart.
Op 15 januari 1929 verscheen er voor het eerst een eigen clubblad: Blauw-Zwart.
In 1932 brak PVC met de RKF en stapte over naar de KNVB. Een aantal leden wilde wel lid van de RKF blijven en besloot een nieuwe vereniging, De Volharding, op te richten. Tegelijkertijd werd besloten de naam te veranderen in Pede Volucri Cogimus, wat zoiets betekent als "wij bedwingen met gevleugelde voet". Bij de KNVB werd niet, zoals gehoopt, in de 2e klasse begonnen, maar slechts in de 4e klasse. Het duurde tot 1938 voordat PVC zijn eerstvolgende kampioenschap mocht begroeten.
In 1939 moest PVC wederom verhuizen, omdat militairen het terrein nodig hadden voor verdedigingsdoeleinden. PVC ging eerst naar Welgelegen, maar vlak daarna kreeg men een nieuw complex in de gemeente Zuilen, vlak achter het Elinkwijk-terrein.
Door de oorlogsperikelen zag PVC zich in mei 1942 genoodzaakt om zich uit de competitie terug te trekken. De club werd niet opgeheven, maar bestond tot de bevrijding slechts op papier.

### 1946-heden
Na de bevrijding werd De Volharding weer opgeheven en kwamen de meeste leden weer terug bij PVC. Vanaf 1946 werd er weer in de 4e klasse van de KNVB gespeeld, nu op het terrein aan de Cartesiusweg, waar voorheen De Volharding had gespeeld.
Het jubileumseizoen 1949/1950 eindigde dramatisch. Het 1e elftal degradeerde uit de 4e klasse van de KNVB naar de 1e klasse van de UPVB.
Omdat de groei van het aantal leden het niet meer mogelijk maakte om op slechts één veld te spelen, werd er uitbreiding gevonden bij Welgelegen, vlak bij het terrein van concurrent Zwaluwen Vooruit. Uiteindelijk kon in 1955 de oversteek over het kanaal gemaakt worden naar de Hoge Weide, waar PVC 50 jaar zou blijven.
In het begin van de jaren ' 60 werd, mede op initiatief van PVC, de Nederlandse Katholieke Sportbond in Utrecht heropgericht.
Eindelijk werd in 1966 dan weer eens een kampioenschap behaald en PVC promoveerde weer terug naar de 4e klasse van de KNVB. Ditmaal duurde het verblijf in de 4e klasse niet lang, want 2 jaar later moest er weer een stapje terug gedaan worden. 4 jaar later, in 1972, werd er zelfs gedegradeerd naar de 2e klasse van de UPVB. In 1973 werd er weliswaar niet gedegradeerd, maar door de oprichting van een hoofdklasse in de UPVB en een gemiste (vergrote) kans op promotie naar de 1e klasse, leek het daar wel op.
In 1982 werd de vereniging uitgebreid met een tennisafdeling. Deze situatie zou duren tot 1988, waarna de tennisafdeling besloot om zelfstandig verder te gaan.
In het seizoen 1987/1988 wordt er ook gestart met een zaterdagafdeling en 2 jaar later wordt hier al het eerste succes in de vorm van een kampioenschap behaald. Omdat ook het 1e elftal van de zondagafdeling promoveerde naar de 1e klasse is 1988/1989 dus een zeer succesvol seizoen geweest. Verder werd er in dat seizoen ook een frisbeeafdeling (UFO) binnengehaald.
In het begin van de jaren 90 wordt er heen en weer geschommeld tussen de 1e en de 2e klasse. Het verblijf in de 1e klasse is steeds van korte duur. In 1996 wordt de afdeling opgeheven en gaat op in het district West I. PVC komt vanaf dat moment uit in de 6e klasse, waarin het tot en met het seizoen 2005/2006 zal blijven.
Begin 2005 wordt er samen met 5 andere verenigingen verhuisd naar het Marco van Basten Sportpark, waarmee een nieuw tijdperk is aangebroken. In 2006 wordt er direct gepromoveerd naar de 5e klasse. In 2012/13 werd gepromoveerd naar de 4e klasse waar het in seizoen 2013/14 zal uitkomen. Na 3 jaar in de 4e klasse werd het seizoen 2015/16 afgesloten met een promotie via de nacompetitie. Voor het eerst speelt PVC in de 3e klasse. In het seizoen 2016/17 is dat overigens in district West 2.

## Erelijst
Rooms-Katholieke Federatie
Landskampioen 1926

## Competitieresultaten 1933–heden
| 2 4E |

| 7 4F |

| 6 4F |

| 5 4F |

| 2 4H |

| 1 4H |

| 2 4F |

| 1 R |

|  |

|  |

|  |

|  |

|  |

| 9 4? |

| 9 4K |

| 8 4L |

| 9 4M |

| 11 4J |

|  |

|  |

|  |

| 8 4G |

| 12 4G |

|  |

|  |

|  |

| 3 6B |

|  |

|  |

| 10 6A |

|  |

| 10 6E |

| 10 6E |

| 8 6E |

| 7 6D |

| 1 6E |

| 8 5G |

| 7 5G |

| 6 5G |

| 11 5H |

| 6 5H |

| 7 5F |

| 1 5E |

| 8 4H |

| 2 4H |

| 3 4H |

| 5 3C |

| 14 2B |

| 9 3D |

| 11* 3C |

| 6* 3D |

| 12 3D |

| Tweede klasse | Derde klasse | Vierde klasse | Vijfde klasse | Zesde klasse | Noodcompetitie |

In elke staaf van de grafiek staat van boven naar beneden vermeld: 
- Eindnotering

Dit is de positie die de club heeft bereikt in de competitie, zonder eventuele beslissings-, play-off- of nacompetitiewedstrijden die nodig zijn geweest om bijvoorbeeld de kampioen van de competitie te bepalen.
Indien een * achter het getal staat is de notering een tussenstand en kan het zijn dat de notering niet overeenkomt met de uiteindelijke eindstand van de competitie.
Staat er een - dan is het seizoen nog bezig en is er geen definitieve uitslag bekend.
Staat er xx op de positie van de notering, dan heeft de club vroegtijdig de competitie verlaten. Dit kan onder andere komen door terugtrekking van het team, faillissement van de club of door een uitgedeelde straf van de KNVB. In veel gevallen staat elders in het artikel de reden vermeld.
Staat er een ? dan is het resultaat uit het verleden onbekend, en is alleen de competitie of het niveau bekend van dat seizoen.
In de seizoenen 2019/20 en 2020/21 werd wegens de coronacrisis het amateurvoetbal afgebroken. Daardoor kennen deze staven geen eindklassering (middels -- weergegeven).
- Competitieniveau en afdelingsletter of Officiële eindstand Eredivisie
  - Competitieniveau en afdelingsletter

Hierbij geeft het getal het niveau weer, dat ook terug te vinden is in de legenda. De letter is de afdelingsaanduiding en wordt gebruikt wanneer er meer afdelingen zijn op hetzelfde niveau. De afdelingsletter is altijd een hoofdletter en wordt meestal zonder nummer gebruikt.
Voorbeeld: 2F is niveau 2e klasse competitie F.
Het competitieniveau en nummer wordt niet vermeld wanneer er slechts één competitie van dit niveau was.
  - Officiële eindstand Eredivisie (getal staat tussen haakjes vermeld)

Sinds de introductie van play-offwedstrijden voor Europees voetbal na afloop van de reguliere competitie in 2005/06, is de KNVB verplicht een eindstand van de Eredivisie door te geven aan de UEFA aan de hand van deze play-offwedstrijden.
Bij deze eindstand staan clubs die zich hebben gekwalificeerd voor Europees voetbal hoger dan clubs die zich niet wisten te kwalificeren. Indien er geen verschil was tussen de eindnotering en de officiële eindstand, staat dit getal niet vermeld.

- Onderafdeling

Hier staat afgekort de naam van de onderafdeling indien de club in dat jaar in een onderafdeling uitkwam. Tevens staat deze afkorting in de legenda en wordt gelinkt naar het artikel over deze onderafdeling. Deze afkorting wordt alleen vermeld wanneer de club in het verleden in verschillende onderafdelingen heeft gespeeld. Deze vermelding is in de staaf altijd in kleine letters. Deze onderafdelingen zijn na het seizoen 1995/96 afgeschaft. Heeft de club in slechts één onderafdeling gespeeld, dan is dit alleen terug te vinden in de legenda.
Onder de staaf staat het jaartal vermeld waarin het seizoen is afgesloten. 15 verwijst naar het seizoen 2014/15 of eventueel het seizoen 1914/15.
Wanneer een staaf leeg is, zijn deze gegevens niet bekend. Het kan ook zijn dat de club dat seizoen niet heeft meegespeeld op het hogere amateurniveau, vroegtijdig de competitie heeft verlaten of uit de competitie is gezet.

In het seizoen 1944/45 was er wegens de Tweede Wereldoorlog geen regulier competitievoetbal.